# Runaway (1984)
Runaway is een Amerikaanse sciencefictionfilm uit 1984 onder regie van Michael Crichton met in de hoofdrollen Tom Selleck, Cynthia Rhodes, Gene Simmons en Kirstie Alley. De film stelde teleur aan de kassa en kreeg gemengde beoordelingen.

## Verhaal
In de nabije toekomst zijn robots gemeengoed geworden. Wanneer ze defect raken of op hol slaan worden ze door een speciale politieafdeling, de "runaway"-brigade, onschadelijk gemaakt.
Sergeant Jack R. Ramsay, een ervaren politieman, sloot zich aan bij de "runaway"-brigade na een incident waarbij zijn hoogtevrees een crimineel in staat stelde te ontsnappen en een gezin te vermoorden. Op een dag krijgen hij en zijn nieuwe partner, agente Karen Thompson, te maken met de eerste robotmoord. Tijdens een politieonderzoek naar een huishoudrobot die een gezin heeft vermoord, ontdekt Jack vreemde geïntegreerde schakelingen die de veiligheidsvoorzieningen van een robot omzeilen en hem opdracht geven mensen aan te vallen. Deze schakelingen zijn gemaakt op basis van standaardsjablonen, waardoor ze massaal geproduceerd kunnen worden.
Ramsay ontdekt dat het brein achter deze technologie Dr. Charles Luther is. Luther ontwikkelde een programma waarmee een robot onderscheid kan maken tussen mensen via thermografische identificatie. Hij zag het winstpotentieel, doodde zijn collega-onderzoekers en probeerde de technologie op de zwarte markt te verkopen. Een mislukte poging om Luther te arresteren resulteert in de vondst van nog een van zijn andere wapens: een slimme kogel die gebruik maakt van de unieke hittesignatuur van een menselijk doelwit.
Tijdens hun onderzoek stoten Ramsay en Thompson op Jackie Rogers, ooit Luthers geliefde. Ze heeft hem verraden en de sjablonen gestolen met de bedoeling ze te verkopen. Wanneer ze een list bedenken om Jackie in veiligheid te brengen, valt Luther het politiekonvooi aan met slimme robotbommen. Ze ontdekken dat de bommen zich richten op een afluisterapparaatje in Jackies tas en gooien de tas uit het raam voordat een bom de auto bereikt.
Ramsay gaat met Jackie naar een restaurant met de bedoeling om Luther uit zijn tent te lokken, maar in plaats daarvan neemt Luther Thompson gevangen en wil dat Ramsay haar ruilt voor Jackie en de sjablonen. Voordat de ruil plaatsvindt geeft Jackie Ramsay een paar sjablonen om te vermijden dat Luther haar zal vermoorden. Hij vermoordt haar toch nadat hij ontdekt dat er de sjablonen ontbreken.
Om de ontbrekende sjablonen in handen te krijgen, plant Luther een aanslag op Ramsay. Via de politiecomputers komt hij alles te weten over Ramsays privéleven, inclusief zijn zoontje Bobby. Nadat Ramsay ontdekt dat zijn gegevens gehackt zijn, haast hij zich naar huis maar Bobby is verdwenen. Luther heeft hem ontvoerd en wil hem ruilen voor de ontbrekende sjablonen.
Ramsay stemt ermee in om Luther te ontmoeten bovenop een wolkenkrabber in aanbouw. Luther krijgt de sjablonen en Bobby mag met de lift naar beneden. Daar wachten echter spinachtige robots die geprogrammeerd zijn om de eerste persoon die de lift verlaat te doden door hun slachtoffer met zuur te injecteren. Thompson arriveert net op tijd om Bobby te redden. Woedend begint Luther slimme kogels af te vuren, maar Ramsay zet de bouwmachines aan die hitte genereren waardoor de kogels missen. Ramsay probeert via de lift te ontsnappen, maar de lift is gesaboteerd en stopt helemaal bovenaan. Ramsay moet zijn hoogtevrees overwinnen door een resetknop onder de lift in te drukken. Er volgt een confrontatie tussen Ramsay en Luther in de lift, maar Ramsay slaagt erin de lift abrupt te stoppen waardoor Luther op de grond belandt, te midden van zijn robotspinnen. Ze stormen op hem af en injecteren hem herhaaldelijk.
Nadat Ramsay Bobby heeft geholpen, loopt hij naar Luther toe. Na een laatste schreeuw valt Luther dood achterover, terwijl de spinnen zichzelf vernietigen. Ramsay en Thompson kussen elkaar.

## Rolverdeling
| Acteur             | Personage                        |
| ------------------ | -------------------------------- |
| Tom Selleck        | Sergeant Jack R. Ramsay          |
| Cynthia Rhodes     | Officer Karen Thompson           |
| Gene Simmons       | Dr. Charles Luther               |
| Kirstie Alley      | Jackie Rogers                    |
| Stan Shaw          | Sergeant Marvin James            |
| G.W. Bailey        | Chief of Police                  |
| Joey Cramer        | Bobby Ramsay                     |
| Chris Mulkey       | David Johnson                    |
| Sullivan Walker    | K.C.                             |
| Anne-Marie Martin  | Hooker At Bar                    |
| Michael Paul Chan  | Wilson, Vectrocon Security Guard |
| Babz Chula         | Construction Foreperson          |
| Marilyn Schreffler | Voice of Lois                    |
| Elizabeth Norment  | Miss Shields                     |
| Carol Teesdale     | Sally                            |
| Paul Batten        | Harry                            |
| Betty Phillips     | Linda                            |
| Stephen Thorne     | Tommy                            |
| Stephen E. Miller  | Rudy                             |
| Cec Verrell        | Hooker                           |

## Première en ontvangst
Met een groot budget, bekende acteurs en een wereldberoemde auteur die verantwoordelijk was voor zowel het scenario als de regie, moest Runaway dé sciencefictionfilm van 1984 worden. De film werd echter overschaduwd door James Camerons kaskraker The Terminator, Star Trek III: The Search for Spock en 2010: The Year We Make Contact, waardoor de film een teleurstelling aan de kassa werd.
De film behaalde een score van 48% (23 recensies) op Rotten Tomatoes. Op Metacritic kreeg de film een score van 50% (9 recensies), wat duidt op "gemengde of gemiddelde recensies". Kirstie Alley kreeg een Saturn Award-nominatie voor "Beste actrice in een bijrol".